# إعلان على الإنترنت

الإعلان على شبكة الإنترنت هو شكل من أشكال الترويج التي تستخدم شبكة الإنترنت والشبكة العالمية لإرسال رسائل تسويقيّة تجذب الزبائن.
ويتميز الإعلان على الإنترنت عن الإعلان التقليدي بالإصدار المباشر للمعلومات والمحتويات التي لا يحدها المكان ولا الزمان.
هناك بالطبع منصات الإعلان على الفيس بوك الأكثر نشاطا عربيا وأيضا جوجل ادووردز المكتسحة في مجال الإعلان على المواقع واستهداف كلمات البحث في محرك البحث جووجل (Facebook Advertising, Google Adwords)، كما ان هناك شركات تسويق الكتروني متعددة تقوم بالنشر واعداد المقالات وخلافه.
كما ظهرت في الآونة الاخيرة شركات متخصصة في مجال الاعلانات الممولة المدفوعة على المنصات المختلفة مثل فيس بوك، وجوجل ادووردز، وياهو بينج، ويوتيوب،و تويتر (الغير مستخدم عربيا لعدم استهدافه البلاد العربية بعد) ولينكدإن (غالي التكاليف).
و من اوائل تلك الشركات شركة فيسبوك وهي من أقوى الشركات حيث لا تعتمد أي طرق ملتوية في التعاملات المادية مع العملاء وانما ترسل لهم تقارير مفصلة ليس فقط عن عدد النقرات والتفاعل مع الإعلان وانما أيضا تقارير بالمبالغ المدفوعة فعليا في الاعلانات بالإضافة إلى كل التقارير التفصيلية الممكنة من كلمات بحث ومرات ظهور.
من عيوبها—هو ان المظهر الخارجي لموقعها ضعيف بعض الشئ حيث تعتمد فقط على انه اداه لنشر بعض المعلومات الهامة للعملاء.
هناك شركات أخرى ذات مزايا متعددة ولكنها لا تعتمد فقط أو غير متخصصة فقط في الاعلانات الممولة وانما تقوم بانشطة وخدمات أخرى متنوعة مثل بناء المواقع الاحترافية وعمل الخطط التسويقية الشاملة على التليفزيون وفي الإنترنت وعبر الايميل وخلافه،
لذلك فالخيار متاح امامك في الإعلان على الإنترنت مباشرة فقط باقل التكاليف عن طريق الشركات المتخصصة أو بناء امبراطوريتك الخاصة بصورة متكاملة.

## المزايا
تصل الرسائل في وقتها لأن تغيير المحتوى عادة ما يكون سهلاً وفورياً.
يمكن للإعلانات عبر الإنترنت أن تتسم بالتفاعل مع الجمهور، حيث يمكنك السؤال عن رد فعل المشاهد أو استقبال طلبات أو الإجابة عن الأسئلة مباشرة وفي نفس الوقت.
يمكن لعلامات الإعلان الظهور حسب عدد المرات التي تريدها، فالإنترنت متاحة في جميع الأوقات!.
يمكن للمعلنين عبر الإنترنت الوصول إلى جمهور عالمي، بغض النظر عن حواجز اللغة أو المكان فإن أي شخص في أي مكان في العالم يمكنه الحصول على معلومات عن منتجك أو خدماتك.

## العيوب
لا يجب أن يكون الإقدام على الإعلان عبر الإنترنت قد أتى من فراغ، بل لا بد من أن يكون الإعلان بهذه الطريقة واحداً من مكونات إستراتيجية التسويق عبر الإنترنت.
بالرغم من أن شعبية الإنترنت في ازدياد واضح إلا أنه من الصعب قياس تأثير الإعلان باستخدامها.
يمكن أن تختلف تكلفة الإعلان عبر الإنترنت اختلافاً كبيراً من طريقه لاخرى، لذا من الأفضل مقارنة عدد من المواقع التي يزورها عدد كبير من الأشخاص لتحديد أفضل الطرق لإنفاق أموالك على الإعلان بهذه الطريقة.